# Skal och kärna
Skal och kärna var ett enfamiljshus om cirka fem rum och kök (flexibel planlösning) på H55-utställningen i Helsingborg. Villan var skapad av arkitekterna Anders William-Olsson och Mårten J. Larsson, med inredning av Lena Larsson genom NK-Bo. Larsson och William-Olsson var även klasskamrater från Carl Malmstens Olofskolan. Huset uppmärksammades för introduktionen av allrummet, som kallats "en otvungen upplösning av rumsligheter – vardagsrum, umgänge och matdel blev ett, en radikal utveckling från det tidigare strikt uppdelade mat- och finrummet".
Huset hade en kärna i form av våtutrymmen, kök, grovkök, badrum och toalett. Utifrån placerades rummen efter individuella behov. Som en rumsavdelare fanns ett klätterträd att hänga saker på eller för barnen att klättra i. Här visades också Arne Jacobsens stol Sjuan för första gången.
Byggnadens stomme bestod av lättbetongstav från AB Nya Ytonghus.

## Bilder
|  |  |  |